# Arctocyon
Arctocyon ('gos-os' en llatí) és un gènere extint de mamífers. Aquest animal de la mida d'un xacal era un plantígrad, és a dir, caminava sobre les plantes dels peus, com un os i probablement tenia una llarga cua prènsil (com el seu parent Chriacus). Tot i que probablement era principalment terrestre, és possible que també s'enfilés a arbres. Arctocyon era probablement un omnívor.